# Theridion gracilipes
Theridion gracilipes är en spindelart som beskrevs av Arthur Urquhart 1889. Theridion gracilipes ingår i släktet Theridion och familjen klotspindlar. Inga underarter finns listade i Catalogue of Life.